# بيتر غولدسميث، جولدسميث البارون
بيتر غولدسميث، جولدسميث البارون (بالإنجليزية: Peter Goldsmith, Baron Goldsmith) (و. 1950 – م) هو سياسي، ومحام من المملكة المتحدة ولد في ليفربول.
شغل منصب النائب العام لإنجلترا وويلز والنائب العام لأيرلندا الشمالية بين عامي 2001 و2007. أُعلن عن استقالته في 22 يونيو 2007، ودخلت حيز التنفيذ في 27 يونيو، وهو نفس اليوم الذي تنحى فيه رئيس الوزراء توني بلير عن منصبه. كان جولدسميث أقدم المدعين العامين في حزب العمال. وهو حاليًا شريك ورئيس قسم التقاضي الأوروبي في شركة المحاماة الأمريكية ديبيفويز وبليمبتون، ونائب رئيس مركز هونغ كونغ للتحكيم الدولي.

## سيرة
وُلِد جولدسميث في ليفربول، لانكشاير (ميرسيسايد حاليًا)، وهو من أصل يهودي. تلقى تعليمه في مدرسة كواري بانك قبل دراسة القانون في كلية غونفيل وكايوس بجامعة كامبريدج، وكلية لندن الجامعية.  اُستُدعي إلى نقابة المحامين في Gray's Inn في عام 1972، ومارس المهنة من Fountain Court Chambers في لندن. حصل على الحرير في عام 1987 وأصبح نائبًا لقاضي المحكمة العليا في عام 1994 وانتُخب أصغر رئيس على الإطلاق لنقابة المحامين في إنجلترا وويلز في عام 1995. رُقِّي إلى طبقة النبلاء كنبيل عمالي في عام 1999، بصفته بارون جولدسميث، من أليرتون في مقاطعة ميرسيسايد. عُيِّن المدعي العام لصاحبة الجلالة في يونيو 2001. كان أحد أفعاله الأولى مناقشة انتهاكات الأمر القضائي ضد نشر أماكن وجود الجناة في جريمة قتل جيمس بولجر. أدى اليمين الدستورية في المجلس الخاص في عام 2002.
شغل جولدسميث أيضًا عددًا من المناصب في منظمات قانونية دولية، منها عضويته في مجلس رابطة المحامين الدولية (IBA) والاتحاد الدولي للمحامين. ومنذ عام 1998 وحتى تعيينه نائبًا عامًا، كان رئيسًا مشاركًا لمعهد حقوق الإنسان التابع لرابطة المحامين الدولية. وبين عامي 1997 و2000، ترأس لجنة مراجعة التقارير المالية، وهي هيئة عامة غير وزارية مسؤولة عن تطبيق معايير التقارير المالية. وفي عام ١٩٩٧، انتُخب عضوًا في المعهد الأمريكي للقانون، وأصبح عضوًا في نقابة المحامين في باريس.
في عام 1996، أسس وحدة المحاماة (التي تُعرف الآن باسم "المحامي" )، وتولى رئاستها حتى عام 2000، ولا يزال رئيسًا لها. وكان الممثل الشخصي لرئيس الوزراء لدى اتفاقية ميثاق الحقوق الأساسية للاتحاد الأوروبي.
في نوفمبر 2006، قام بزيارة عدد من المؤسسات الخيرية القانونية والجنائية في كينيا، بما في ذلك مؤسسة فليمون.
في عام 2006، ألقى جولدسميث خطابًا في المعهد الملكي للخدمات المتحدة، داعيًا فيه إلى إغلاق معسكر الاعتقال الأمريكي في خليج غوانتانامو. ووصفه جولدسميث بأنه "رمز للظلم"، وقال إنه لا يحترم حقوق الحرية.
في عام 2007، فاز بأمر قضائي من المحكمة العليا ضد هيئة الإذاعة البريطانية ، حيث منعها من الإبلاغ عن جوانب فضيحة النقد مقابل الشرف التي أطلقها حزب العمال الجديد، وذلك من خلال إثباته بنجاح أن بث معلومات سرية من شأنه أن يضر بتحقيق الشرطة.

## جدل صفقة اليمامة للأسلحة
في عام 2007، اتُهم جولدسميث بمحاولة التغطية على قضية الفساد في شركة بي إيه إي السعودية من خلال إصدار أمر إلى مكتب مكافحة الاحتيال الخطير بإلغاء تحقيقه الجاري في الأمر، بحجة أن الأمر قد "يعرض الأمن القومي للخطر".
واعترف لاحقًا بأن جهاز الاستخبارات الخارجية البريطاني MI6 لم يكن يمتلك أبدًا معلومات استخباراتية تفيد بأن المملكة العربية السعودية تخطط لقطع الروابط الأمنية مع بريطانيا.

## جدل غزو العراق
وكانت طبيعة المشورة القانونية التي قدمها جولدسميث للحكومة بشأن شرعية غزو العراق عام 2003 تشكل قضية سياسية مهمة في ذلك الوقت.
فضت الحكومة دعوات متكررة للتخلي عن التقاليد ونشر النصيحة. وقد أبدت مذكرة جولدسميث الأصلية لرئيس الوزراء، المكتوبة في 30 يناير/كانون الثاني 2003، رأيها بأن قرار الأمم المتحدة رقم 1441 لم يُجيز استخدام القوة، وأن اتخاذ قرار آخر سيكون ضروريًا قبل العمل العسكري. وفي النهاية، سُرّبت مذكرة لاحقة كُتبت في 7 مارس/آذار 2003 إلى الصحافة، مما أدى إلى نشرها رسميًا في 28 أبريل/نيسان 2005. وفي المذكرة، ناقش اللورد جولدسميث ما إذا كان استخدام القوة في العراق يمكن تبريره قانونيًا بـ"الانتهاك الجوهري" من جانب العراق، كما هو منصوص عليه في قرار مجلس الأمن رقم 1441، لالتزاماته بوقف إطلاق النار المفروضة بموجب قرار مجلس الأمن رقم 687 في نهاية حرب الخليج الأولى. وخلص جولدسميث إلى أنه "يمكن تقديم حجة معقولة مفادها أن القرار رقم 1441 قادر من حيث المبدأ على إحياء تفويض [استخدام القوة] الوارد في القرار رقم 678 دون قرار آخر". مع ذلك، أقرّ غولدسميث بأنّ "المحكمة قد تستنتج أنّ الفقرتين 4 و12 من القرار التنفيذي تستلزمان قرارًا إضافيًا من المجلس لإحياء التفويض". وفي هذه المذكرة، خلص أيضًا إلى أنّ "الحجة القائلة بأنّ القرار 1441 وحده قد أعاد إحياء التفويض باستخدام القوة الوارد في القرار 678 لن تكون مقبولة إلا إذا توافرت أسس واقعية قوية للاستنتاج بأنّ العراق لم ينتهز الفرصة الأخيرة. بعبارة أخرى، سنحتاج إلى إثبات أدلة دامغة على عدم الامتثال وعدم التعاون".
في نصيحته الأخيرة للحكومة، المكتوبة في 17 مارس 2003، ذكر جولدسميث أن استخدام القوة في العراق كان قانونيًا. ذكرت هذه النصيحة وجهة نظر جولدسميث المفضلة بعبارات أكثر وضوحًا من مذكرته السابقة، دون الإشارة إلى الشكوك الواردة فيها. وقد أدى هذا إلى مزاعم بأن جولدسميث استسلم للضغوط السياسية لإيجاد مبرر قانوني لاستخدام القوة ضد العراق. بعد وقت قصير من التسريب، أصدر جولدسميث بيانًا ردًا على هذه المزاعم، قائلاً إن الوثيقتين متسقتان، مشيرًا إلى الاختلاف في طبيعة الوثيقتين وإلى التأكيدات القاطعة التي يدعي أنه تلقاها بين 7 و17 مارس بأن العراق انتهك بالفعل التزاماته بموجب قرارات مجلس الأمن.
ازداد الجدل باستقالة إليزابيث ويلمشورست، نائبة المستشار القانوني في وزارة الخارجية وشؤون الكومنولث، في 20 مارس/آذار 2003. ونُشرت نسخة كاملة من خطاب استقالتها في مارس/آذار 2005. وفي هذا الخطاب، ذكرت ويلمشورست أن سبب استقالتها هو عدم موافقتها على الرأي الرسمي القائل بأن استخدام القوة في العراق كان قانونيًا. كما اتهمت جولدسميث بتغيير رأيه في هذه المسألة. وفي سياق شهادتها أمام لجنة التحقيق في العراق، أعربت ويلمشورست، على الرغم من أنها فهمت أن "جولدسميث وُضع في موقف لا يُحسد عليه"، عن عدم موافقتها على الطريقة التي شرع بها جولدسميث في صياغة رأيه النهائي. وقالت إنها تعتقد أن "الإجراءات التي اتُبعت في هذه القضية كانت مؤسفة"، مضيفة أنها تعتقد أنه "كان ينبغي أن تكون هناك شفافية أكبر داخل الحكومة [البريطانية]" بشأن "المشورة القانونية المتطورة". وفيما يتصل بجهود المدعي العام لتحديد طبيعة الانتهاكات العراقية المزعومة، أعربت عن استيائها من اعتماد جولدسميث، جزئياً، في رأيه القانوني، "على محادثات خاصة أجراها مع المفاوضين البريطانيين والأميركيين حول ما قاله [المفاوضون] الفرنسيون"، في حين "بالطبع، لم يسأل الفرنسيين أنفسهم".
في نوفمبر/تشرين الثاني 2008، صرح اللورد رئيس المحكمة العليا السابق وكبير القانونيين اللورد بينجهام من كورنهيل بأن نصيحة جولدسميث لم تتضمن "أي دليل قاطع" على أن العراق تحدى قرارات الأمم المتحدة "بطريقة تبرر اللجوء إلى القوة" وأن الغزو كان "انتهاكاً خطيراً للقانون الدولي وسيادة القانون".
في 27 يناير/كانون الثاني 2010، أدلى جولدسميث بشهادته أمام لجنة التحقيق في العراق، حيث طُلب منه توضيح موقفه بشأن شرعية غزو العراق.
في يوليو/تموز 2017، رفع الجنرال العراقي السابق عبد الواحد الرباط دعوى قضائية خاصة بجرائم حرب أمام المحكمة العليا في لندن، مطالبًا بمحاكمة جولدسميث وتوني بلير ووزير الخارجية السابق جاك سترو بتهمة "جريمة العدوان" لدورهم في غزو العراق عام 2003. وقضت المحكمة العليا بأنه على الرغم من اعتراف القانون الدولي بجريمة العدوان، إلا أنها لا تُعدّ جريمة بموجب القانون البريطاني، وبالتالي، لا يمكن المضي قدمًا في الدعوى.

## المنصب الحالي
عُيِّن جولدسميث رئيسًا لقسم التقاضي الأوروبي في مكتب لندن لشركة المحاماة الأمريكية Debevoise & Plimpton. وكان أول مدع عام بريطاني متقاعد ينضم إلى شركة محاماة على الإطلاق. في أغسطس 2008، تأهل جولدسميث كمحامٍ في المحكمة العليا لإنجلترا وويلز  ليصبح شريكًا كاملاً في الأسهم في الشركة (وبالتالي يشارك في أرباح الشركة ويكتسب حصة ملكية في الشركة). وقد أفاد - من قبل صحيفة الغارديان في 27 سبتمبر 2007 - أنه يتقاضى أجرًا بمعدل مليون جنيه إسترليني سنويًا في منصبه الجديد. وذكر التقرير نفسه أنه كان يتوقع أن يكسب أكثر من ذلك إذا استأنف ممارسته في نقابة المحامين الإنجليزية. غرفه السابقة هي Fountain Court.
بعد ترك مناصبهم، عادةً ما يعود المدعون العامون السابقون إلى ممارسة المهنة في نقابة المحامين، وغالبًا في المكاتب التي غادروها عند تعيينهم كمدعين. وخلافًا لمنصب اللوردات المستشارين المتقاعدين، لا يُمنع المدعي العام من العودة إلى ممارسة المهنة في نقابة المحامين.
بصفته وزيرًا سابقًا وصاحب منصب عام، اضطر جولدسميث إلى قبول عدد من القيود على حريته في ممارسة عمله لمدة عامين بعد تركه منصبه. يفرض رئيس الوزراء هذه القيود بناءً على توصية اللجنة الاستشارية لتعيينات الأعمال، وهي فرع من مكتب مجلس الوزراء.
منعت قيود جولدسميث، لمدة اثني عشر شهرًا بعد تركه منصبه، من مشاركته شخصيًا في الضغط على وزراء أو مسؤولين حكوميين. وطوال عامين بعد تركه منصبه، طُلب منه الامتناع عن التعامل مع أي مسألة كان قد اطلع عليها خلال فترة توليه منصب المدعي العام.
في أغسطس 2008، عُيِّن جولدسميث كمدير غير تنفيذي مستقل لصندوق العقارات الأسترالي، مجموعة ويستفيلد.